# Валпей
Валпей (Valpay, Valpei-Hukua) — океанийский язык, на котором говорит народ валпай (Valpay) на северной вершине острова Эспириту-Санто.